# Martin Pollack

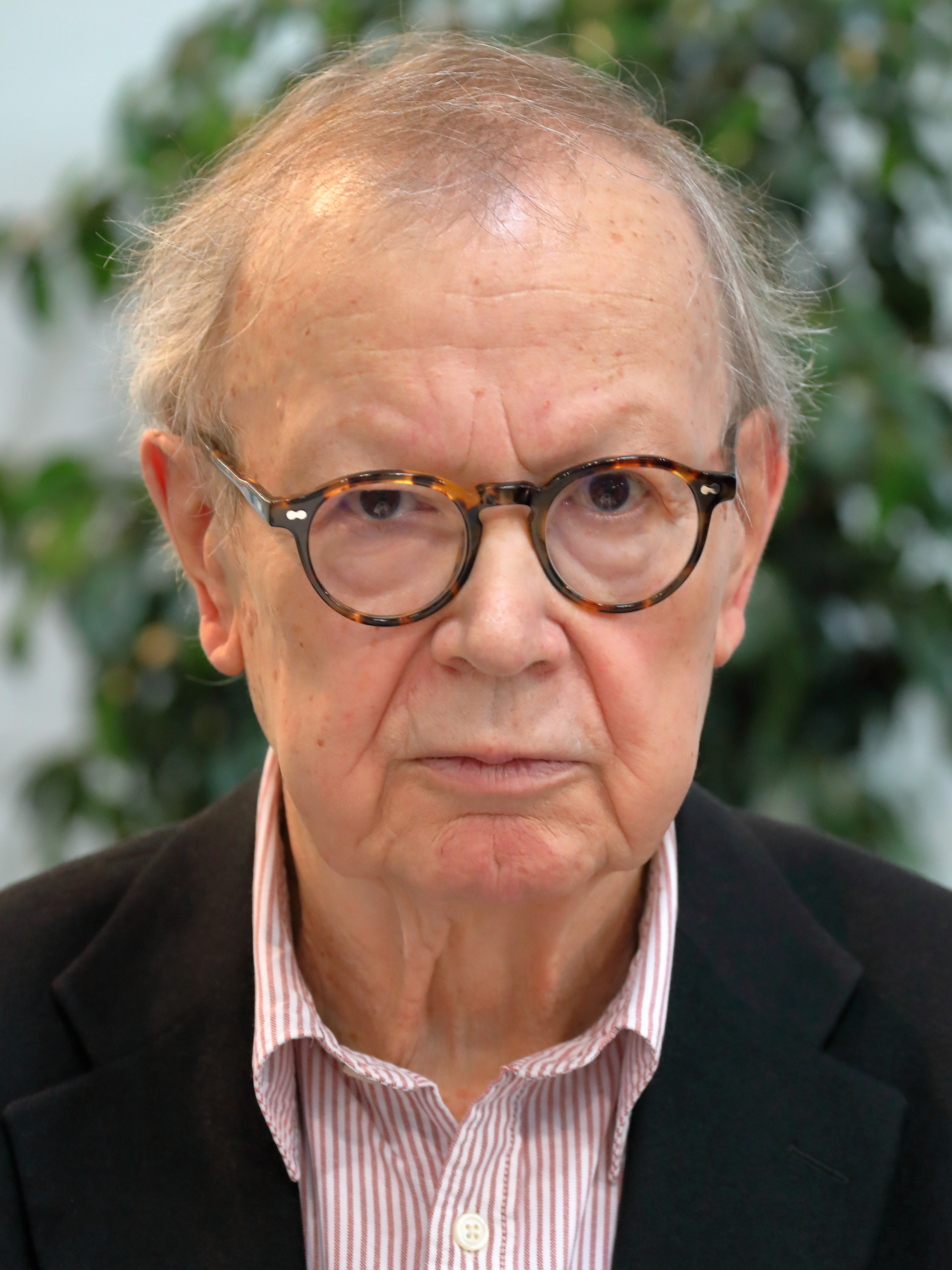
Martin Pollack (2019)

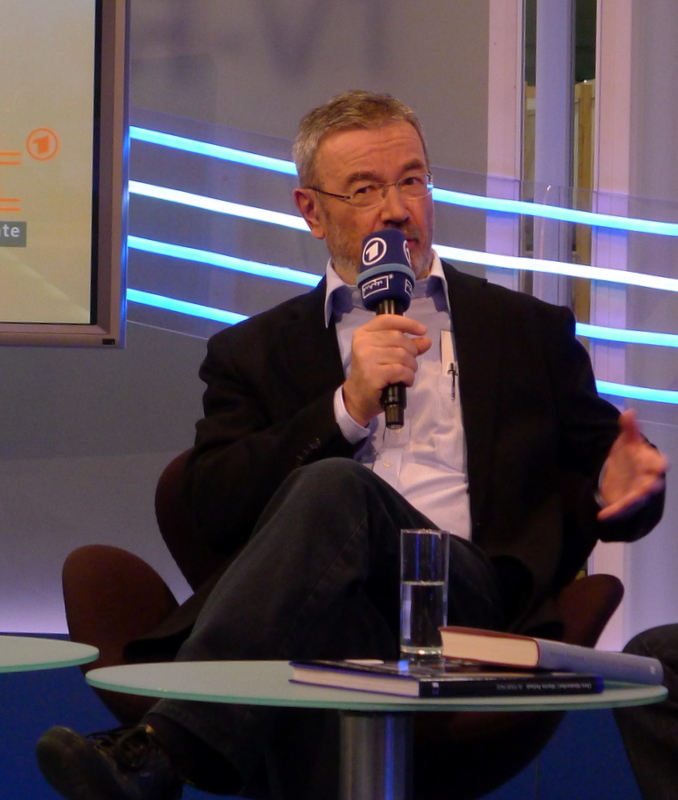
Martin Pollack (2011)

Martin Pollack (* 23. Mai 1944 in Bad Hall; † 17. Jänner 2025 in Wien) war ein österreichischer Journalist, Schriftsteller und literarischer Übersetzer.

## Leben
Pollack war der uneheliche Sohn des SS-Sturmbannführers Gerhard Bast und Stiefsohn des oberösterreichischen Malers und Grafikers Hans Pollack. Im Alter von 10 Jahren kam er in ein Internat. Neben dem Gymnasium absolvierte Pollack eine Lehre als Bau- und Möbeltischler und legte auch die Gesellenprüfung ab. Dann studierte er an der Universität Wien, der Universität Warschau sowie an verschiedenen jugoslawischen Universitäten Slawistik und Osteuropäische Geschichte. Mit einer 1975 vorgelegten Dissertation über die polnische Schriftstellerin Eliza Orzeszkowa wurde er von der Universität Wien promoviert. Parallel zu seinem Studium war Pollack bereits als Übersetzer und Journalist tätig.
1987 begann Pollack als Redakteur für das deutsche Nachrichtenmagazin Der Spiegel zu arbeiten, unter anderem als Auslandskorrespondent in Wien und Warschau von 1987 bis 1998. Gleichzeitig publizierte er Essays und Übersetzungen polnischer Texte.
Ab 1998 war er als freier Autor und Übersetzer tätig. Pollacks Bücher haben einen dokumentarischen Anspruch, dessen Zielsetzung es ist, Geschehnisse exakt zu dokumentieren, ohne dabei dem Leser persönliche Ansichten aufzuzwingen. Seine Bücher dokumentieren meist Ereignisse in der näheren Vergangenheit, die in Vergessenheit geraten sind, darunter Verbrechen des 20. Jahrhunderts in Galizien.
2010 wurde sein damals aktuelles Sachbuch Kaiser von Amerika. Flucht aus Galizien, das durch ein Grenzgänger-Stipendium der Robert Bosch Stiftung gefördert wurde, mit dem Leipziger Buchpreis zur Europäischen Verständigung 2011 ausgezeichnet. Der Außenamtsstaatssekretär der polnischen Regierung Jan Dziedziczak kündigte 2016 die Zusammenarbeit mit Pollack auf, weil Pollack sich im April 2016 in einem Artikel im Standard besorgt über die autoritäre Innenpolitik Polens geäußert hatte.
Martin Pollack lebte in Wien und in Bocksdorf im Südburgenland. Im Jänner 2025 starb er im Alter von 80 Jahren. Er wurde am Friedhof Mauer bestattet.

## Bücher
- Nach Galizien. Von Chassiden, Huzulen, Polen u. Ruthenern. Eine imaginäre Reise durch die verschwundene Welt Ostgaliziens und der Bukowina. Edition Christian Brandstätter, Wien 1984, ISBN 3-85447-075-4, S. 208, (Nach Galizien. ist ein Reiseführer für das heute nicht mehr existente Galizien und dessen Kultur. Die Neuauflage erschien als: Galizien. eine Reise durch die verschwundene Welt Ostgaliziens und der Bukowina. Insel Verlag, Frankfurt am Main 2001, ISBN 3-458-34447-0.)
- Des Lebens Lauf. Jüdische Familienbilder aus Zwischeneuropa. Christian Brandstätter Verlagsgesellschaft, Wien 1987, ISBN 3-85447-198-X.
- Martin Pollack, Karl-Markus Gauß (Hrsg.): Das reiche Land der armen Leute. Literarische Wanderungen durch Galizien. Jugend und Volk (J&V), Wien 1992, ISBN 3-224-17636-9, S. 262, (Die Neuauflage erschien als Martin Pollack, Karl-Markus Gauß (Hrsg.): Das reiche Land der armen Leute. Wieser, Klagenfurt 2007, ISBN 978-3-85129-661-7.)
- Anklage Vatermord. Der Fall Philipp Halsmann. Zsolnay, Wien 2002, ISBN 3-552-05206-2 (In Anklage Vatermord wird über die Prozesse um den Fall Philippe Halsman berichtet).
- Der Tote im Bunker. Bericht über meinen Vater. Zsolnay, Wien 2004, ISBN 3-552-05318-2 (Der Tote im Bunker ist ein persönlicher Bericht Pollacks über seinen Vater, Dr. Gerhard Bast, SS-Sturmbannführer, Chef der Linzer Gestapo und Kriegsverbrecher).
- Martin Pollack (Hrsg.): Sarmatische Landschaften. Nachrichten aus Litauen, Belarus, der Ukraine, Polen und Deutschland. S. Fischer, Frankfurt am Main 2005, ISBN 3-10-062303-7 (Im Auftrag der Stefan-Fischer-Stiftung und des Kulturkreises der Deutschen Wirtschaft im BDI e. V. sowie in Zusammenarbeit mit der Deutschen Akademie für Sprache und Dichtung).
- Martin Pollack (Hrsg.): Von Minsk nach Manhattan. Polnische Reportagen. Zsolnay, Wien 2006 (übersetzt von Martin Pollack, Joanna Manc, Renate Schmidgall), ISBN 3-552-05371-9, S. 268.
- Warum wurden die Stanislaws erschossen? Reportagen. Zsolnay, Wien 2008, ISBN 978-3-552-05432-5, S. 229.
- Martin Pollack u. a.: Mythos Czernowitz. Eine Stadt im Spiegel ihrer Nationalitäten. In: Ariane Afsari (Hrsg.): Potsdamer Bibliothek östliches Europa – Geschichte. Deutsches Kulturforum östliches Europa, Potsdam 2008, ISBN 978-3-936168-25-9, S. 263.
- Kaiser von Amerika. Die große Flucht aus Galizien. Zsolnay, Wien 2010, ISBN 978-3-552-05514-8.
- In Your Face. Bilder aus unserer jüngeren Geschichte. Mit einem Essay von Martin Pollack und Fotos von Chris Niedenthal. edition. fotoTAPETA, Warschau/Berlin 2011, ISBN 978-3-940524-13-3.
- Die Wolfsjäger. Drei polnische Duette. (Zusammen mit Christoph Ransmayr). S. Fischer Verlag, Frankfurt am Main 2011, ISBN 978-3-10-062950-0.
- Kontaminierte Landschaften. Residenz Verlag, St. Pölten und Wien 2014, ISBN 978-3-7017-1621-0 (Print), ISBN 978-3-7017-4457-2 (E-Book), S. 120.
- Topografie der Erinnerung. Residenz Verlag, Salzburg und Wien 2016, ISBN 978-3-7017-1648-7 (Print), ISBN 978-3-7017-4528-9 (E-Book), S. 172.
- Nachwort zur Neuauflage von W. St. Reymont: Die Empörung. Westhafen Verlag, Frankfurt am Main 2017, ISBN 978-3-942836-12-8.
- Die Frau ohne Grab: Bericht über meine Tante, Zsolnay, Wien 2019, ISBN 978-3-552-05951-1
- Zeiten der Scham: Essays und Reportagen, herausgegeben von Gerhard Zeillinger, Residenz Salzburg/Wien, ISBN 978-3-7017-1806-1.

Ferner wurden von Martin Pollack sämtliche Werke des polnischen Autors Ryszard Kapuściński sowie der erste Teil der Tagebücher von Andrzej Bobkowski ins Deutsche übersetzt.

## Auszeichnungen
- Diplom des Außenministers der Republik Polen für hervorragende Verdienste um die Förderung Polens in der Welt, 2000
- Kavalierskreuz des Verdienstordens der Republik Polen, 2003
- Österreichischer Staatspreis für literarische Übersetzung, 2003
- Buch.Preis der Arbeiterkammer Oberösterreich und des Brucknerhauses Linz, 2005
- Toblacher Prosapreis, 2006
- Preis zur Förderung der österreichisch-polnischen Beziehungen, 2006
- Karl-Dedecius-Preis der Robert Bosch Stiftung und des Deutschen Polen-Instituts für polnische und deutsche Übersetzer, 2007
- Ehrenpreis des österreichischen Buchhandels für Toleranz in Denken und Handeln, 2007
- Mitteleuropäischer Literaturpreis Angelus der Stadt Wrocław/Breslau, 2007
- Georg-Dehio-Buchpreis, 2010 (Laudatio von Juri Andruchowytsch[8])
- Leipziger Buchpreis zur Europäischen Verständigung, 2011
- Kulturpreis des Landes Oberösterreich für Literatur, 2015[9]
- Aurora-borealis-Preis 2017 der Fédération Internationale des Traducteurs (FIT), verliehen in Brisbane für sein Gesamtwerk an Übersetzungen aus dem Polnischen
- DIALOG-Preis 2017 der Deutsch-Polnischen Gesellschaft Bundesverband
- Johann-Heinrich-Merck-Preis für literarische Kritik und Essay, 2018[10][11]
- Österreichischer Staatspreis für Kulturpublizistik, 2018
- Theodor-Kramer-Preis, 2019[12]
- Niederösterreichischer Kulturpreis 2021 – Würdigungspreis in der Kategorie Literatur[13]
- Preis der Stadt Wien für Publizistik, 2023